# Cremastus amplocellus
Cremastus amplocellus är en stekelart som beskrevs av Dasch 1979. Cremastus amplocellus ingår i släktet Cremastus och familjen brokparasitsteklar. Inga underarter finns listade i Catalogue of Life.